# El Socorro (Trinidad y Tobago)
El Socorro es una localidad de Trinidad y Tobago, que forma parte de la región de San Juan-Laventille.

## Geografía
La localidad abarca parte de la isla Trinidad y limita al norte con San Juan, al sur con El Socorro Extension, al este con Aranguez y al oeste con Barataria.

## Demografía
Datos demográficos de la localidad de El Socorro:
| Gráfica de evolución demográfica de El Socorro entre 2000 y 2011 |
|                                                                  |